# Турани на Ондави
Турани на Ондави (слч. Turany nad Ondavou) насељено је мјесто са административним статусом сеоске општине (слч. obec) у округу Стропков, у Прешовском крају, Словачка Република.

## Становништво
| Година:    | 1994. | 2004.   | 2014.   | 2024.    |
| ---------- | ----- | ------- | ------- | -------- |
| Број људи: | 409   | 402     | 388     | 345      |
| Разлика:   |       | -1,71 % | -3,48 % | -11,08 % |

| Година:    | 2023. | 2024.   |
| ---------- | ----- | ------- |
| Број људи: | 347   | 345     |
| Разлика:   |       | -0,57 % |

Према подацима о броју становника из 2024. године насеље је имало 345 становника.